# Tipula rufirostris
Tipula rufirostris är en tvåvingeart som beskrevs av Jacques-Marie-Frangile Bigot 1888. Tipula rufirostris ingår i släktet Tipula och familjen storharkrankar. Inga underarter finns listade i Catalogue of Life.